# Krzysztof Sadowski (kompozytor)
Krzysztof Jan Sadowski (ur. 15 grudnia 1936 w Warszawie) – polski hammondzista i kompozytor jazzowy. Jego największe przeboje: To nie grzech, Spacer przy księżycu, Ten nasz zwyczajny świat oraz Wiatr, wiosenny gitarzysta.

## Życiorys
Ukończył Średnią Szkołę Muzyczną w Warszawie w klasie fortepianu u Waldemara Maciszewskiego i Wydział Komunikacji Politechniki Warszawskiej. W czasie studiów współpracował z Jazz Club „Hybrydy”.
Debiutował w połowie lat 50. XX w. W 1957 założył zespół Modern Combo. Do 1960 współpracował także z Jazz Outsiders Jana „Ptaszyna” Wróblewskiego, Swingtetem Jerzego Matuszkiewicza i zespołem Andrzeja Kurylewicza. W latach 1961–1963 był pianistą zespołu Jazz Rockers. Współpracował z czołowymi polskimi jazzmanami, m.in. Januszem Muniakiem, Zbigniewem Namysłowskim oraz zespołami i solistami z kręgu rocka i popu (Czerwono-Czarni, Jerzy Grunwald, Józef Skrzek). Koncertował w kraju i za granicą. W latach 1963–1966 lider Bossa Nova Combo. W 1968 rozpoczął grę na organach Hammonda i elektronicznych instrumentach klawiszowych, tworząc Grupę Organową Krzysztofa Sadowskiego, z którą dokonał licznych nagrań dla Polskiego Radia oraz rejestracji płytowych. Współpracował z TVP – realizował programy telewizyjne popularyzujące muzyczną klasykę w rozrywkowej formie oraz własne recitale (m.in. Swing Party, K. Sadowski i jego goście oraz Muzyka na 200V).
Występował i nagrywał ze Studiem Jazzowym Polskiego Radia, Big Bandem Stodoła, Big Bandem Wrocław, grupą Novi Singers, Januszem Muniakiem, Tomaszem Stańką. Prowadził Warsztaty Jazzowe w Chodzieży i Puławach oraz kawiarnię muzyczną Pod Kurantem w Warszawie. Jest kompozytorem muzyki filmowej oraz piosenek dla Marii Koterbskiej, Danuty Rinn, córki Marii, Ireny Santor, Katarzyny Sobczyk, Liliany Urbańskiej, Violetty Villas, Wandy Warskiej.
W latach 90. XX w. prezes Polskiego Stowarzyszenia Jazzowego.
Razem z żoną Lilianą Urbańską założył na początku lat 90. dziecięcy zespół muzyczny Tęcza oraz Fundację Wspierającą Dzieci Uzdolnione Muzycznie o tej samej nazwie. Stworzyli razem muzyczne programy telewizyjne dla dzieci i młodzieży Tęczowy Music Box w TVP1 oraz Co jest grane? w telewizji Polsat.

## Życie prywatne
Były mąż piosenkarki Liliany Urbańskiej, ojciec piosenkarki i reżyserki filmowej Marii Sadowskiej.

## Odznaczenia
- Brązowy Medal „Zasłużony Kulturze Gloria Artis” (27 października 2005)[5]

## Nagrody
- I i II nagroda w Ogólnopolskim Konkursie na Piosenkę za To nie grzech i Spacer przy księżycu (1965)
- III nagroda w Ogólnopolskim Konkursie na Piosenkę za Ten nasz zwyczajny świat (1975)
- honorowa Złota Tarka na Old Jazz Meeting w Iławie za półwiecze działalności artystycznej (2006)
- Nagroda Specjalna ZAiKS-u (2017)[6]

## Kontrowersje
W sierpniu 2019 w mediach pojawiły się informacje o wykorzystywaniu seksualnym małoletnich dziewczynek oraz chłopców przez muzyka, o co oskarżył go dziennikarz śledczy Mariusz Zielke. W październiku 2019 r. warszawski Sąd Okręgowy zakazał Mariuszowi Zielke publikowania informacji o zarzutach pedofilii, jakie stawia muzykowi, zaś w grudniu 2019 Sąd Apelacyjny w Warszawie zdjął z dziennikarza zabezpieczenie polegające na zakazie pisania artykułów. W listopadzie 2022 warszawska Prokuratura Okręgowa umorzyła śledztwo w tej sprawie z powodu przedawnienia. Pod dokumentem podpisał się prokurator Dariusz Ziółkowski. W grudniu 2022 Prokuratura Okręgowa w Warszawie postawiła Sadowskiemu zarzut popełnienia przestępstwa o charakterze pedofilskim (czyn z art. 200 § 1 k.k.), którego miał się dopuścić w 2017 r. w Puławach podczas warsztatów jazzowych organizowanych dla dzieci i młodzieży. Sadowski nie przyznaje się do winy i odmawia składania wyjaśnień. Grozi mu od 2 do 12 lat pozbawienia wolności.